# Бой за Камдеш
Бой за Камдеш произошёл 3 октября 2009 года между отрядами Талибана и силами международной коалиции в районе села Камдеш афганской провинции Нуристан.
Около трёхсот талибов атаковали два блокпоста сил коалиции. После 12-часового боя нападавшие были отбиты. Потери сил коалиции составили 8 человек убитыми и 22 ранеными. Бой за Камдеш стал самым тяжелым по потерям американского контингента за всю кампанию в Афганистане.
Вскоре после боя американское командование, действуя по заранее утверждённому плану, эвакуировало блокпост Камдеш.
По результатам боя девять американцев получили медаль «Серебряная звезда». Сержант армии США Клинтон Ромешей был награждён высшей военной наградой США — Медалью Почёта (вручена 11 февраля 2013 года).

## В культуре и СМИ
- В мае 2016 года телеканал CBS News рассказал о старшем сержанте Ромеше, после публикации им книги об пребывании на базе под названием «Red Platoon: A True Story of American Valor.» Местоположение базы Ромеш описывает: «как будто находишься в аквариуме или сражаешься со дна бумажного стаканчика».
- 9 ноября 2018 года в сериале Netflix «Медаль за отвагу» появились два отдельных эпизода, посвящённых личным рассказам Ромеши и Картера о событиях, произошедших на фортпосту Китинг во время битвы при Камдеше.
- Фильмы «Форпост» и «Красный взвод» основаны на событиях, произошедших в битве при Камдеше. Первый из них основан на книге «Аванпост: Нерассказанная история американской доблести» журналиста Джейка Таппера.
- В 2019 году режиссёр Род Лури снял фильм «Форпост», основанный на этих событиях.